# Resolução 297 do Conselho de Segurança das Nações Unidas
Resolução 297 do Conselho de Segurança das Nações Unidas, foi aprovada por unanimidade em 15 de setembro de 1971, após análise do pedido do Qatar para ser membro da Organização das Nações Unidas, o Conselho recomendou à Assembleia Geral que o Qatar deve ser admitido.